# 西村孝司
西村 孝司（にしむら たかし、1953年（昭和28年）8月9日 - ）は日本の免疫学者。元北海道大学教授。北海道木古内町出身。
イムノリゾート構想策定にも関わるほか、食・環境・医療と観光を結びつけた事業を展開する「NPO法人イムノサポートセンター」設立に参画、理事長に就任。文部科学省科学技術政策研究所科学技術動向研究センター・専門調査員。日本免疫学会評議員、日本癌学会評議員、基盤的癌免疫研究会幹事、日本臨床分子医学会評議員を務めた。

## 略歴
- 函館ラ・サール高等学校卒業。
- 1977年（昭和52年）- 東北大学薬学部卒業。
- 1979年（昭和54年）- 東北大学大学院薬学研究科修士課程修了。
- 東北大学薬学部衛生化学講座助手
- 1985年（昭和60年）- 博士号取得。
- 1986年米国ハーバード大学医学部ダナファーバ癌研究所留学後、東北大学医学部第三解剖学講座助手。
- 1988年同医学部第三解剖学講座助教授
- 1989年東海大学医学部生体防御機構系免疫学助教授、遺伝子工学・細胞移植研究センター次長を歴任。
- 1992年（平成4年）- 日本癌学会奨励賞受賞。
- 1993年（平成5年）- 東海大学松前賞学術部門受賞。
- 1999年（平成11年）- 北海道大学遺伝子病制御研究所 免疫制御分野 教授
- 2013年（平成25年）- 同大学退官。

## 著書
- 『Th1/Th2バランス制御因子の遺伝子解析とその免疫疾患との関連性』（北海道大学免疫科学研究所、2000年）
- 『神経・免疫・内分泌スーパーシステム間のクロストークと免疫病発症における役割』（北海道大学免疫科学研究所、2003年）
- 『Th1およびTh2依存的気道アレルギー発症機構の解明と制御』（北海道大学免疫科学研究所、2008年）